# Marin City
Marin City es un lugar designado por el censo ubicado en el condado de Marin en el estado estadounidense de California. En el año 2010 tenía una población de 2.666 habitantes.

## Geografía
Marin City se encuentra ubicado en las coordenadas 37°52′18″N 122°30′51″O / 37.87167, -122.51417.

## Educación
El Distrito Escolar de Sausalito Marin City gestiona las escuelas públicas.
La Biblioteca Gratuita del Condado de Marin gestiona la Marin City Library.